# Noruega no Festival Eurovisão da Canção
A Noruega participou no Festival Eurovisão da Canção, até ao momento, 63 vezes, estreando-se em 1960 e estando ausente em 1970 e 2002, tendo sagrado-se campeã 3 vezes em 1985, 1995 e 2009 

## Galeria

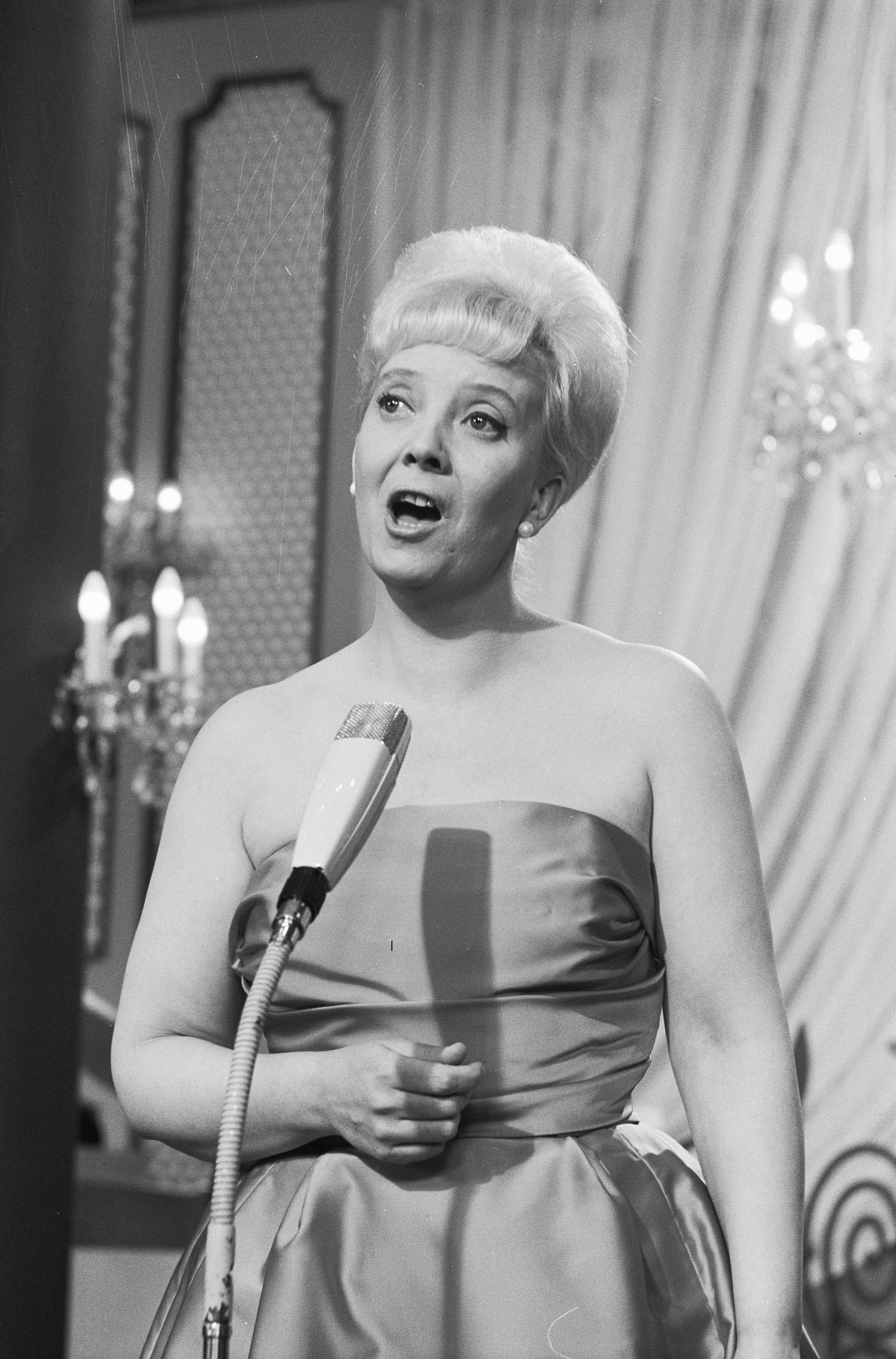
Inger Jacobsen em Luxemburgo (1962)
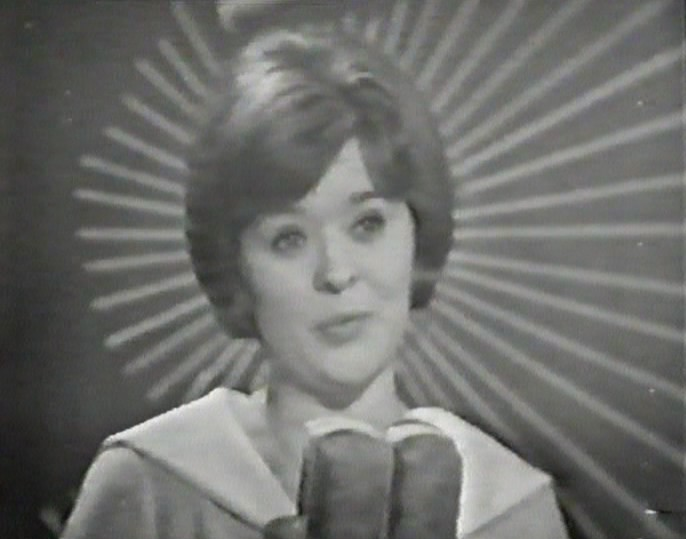
Kirsti Sparboe em Nápoles (1965)
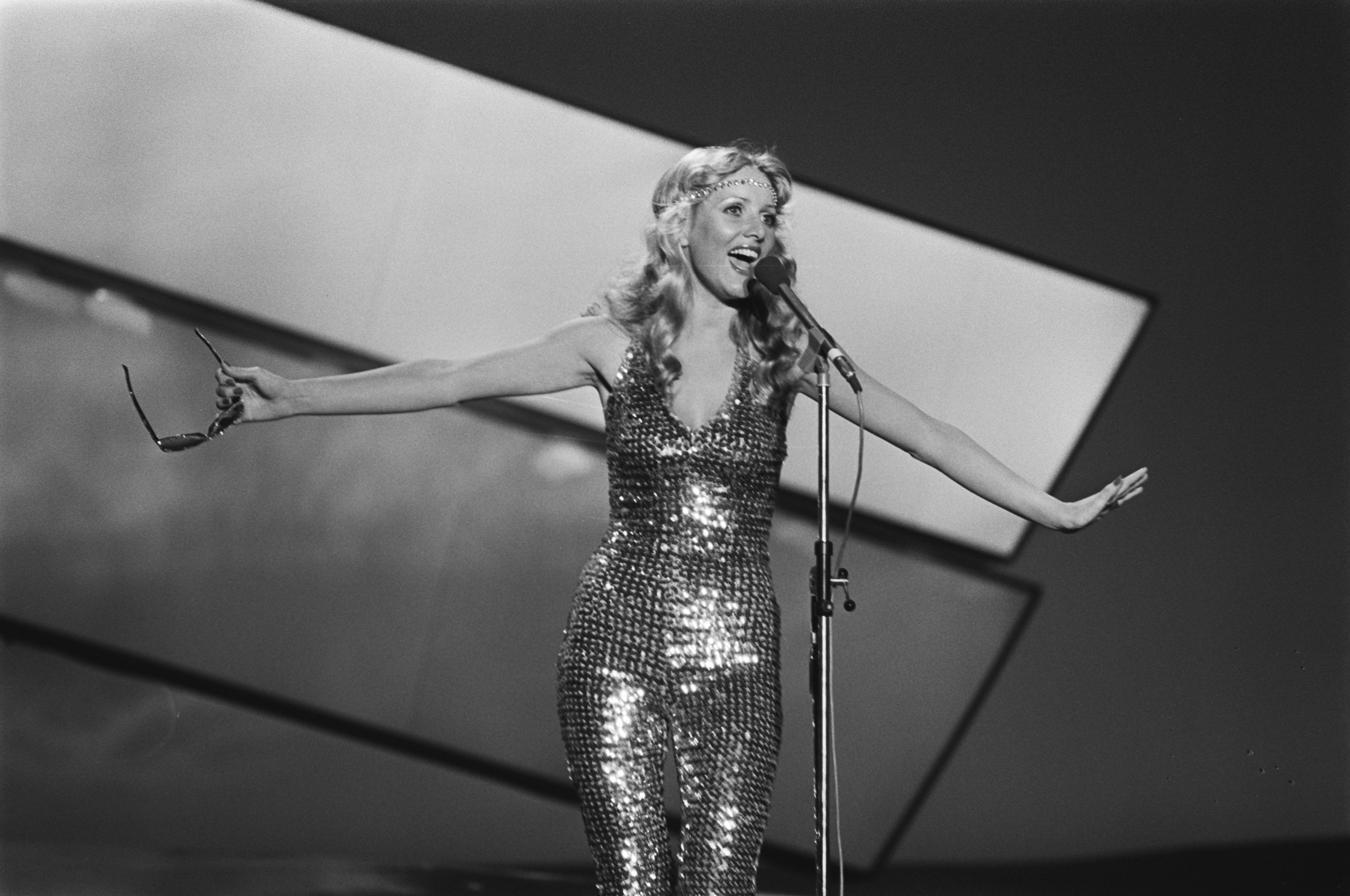
Anne-Karine Strøm em Haia (1976)
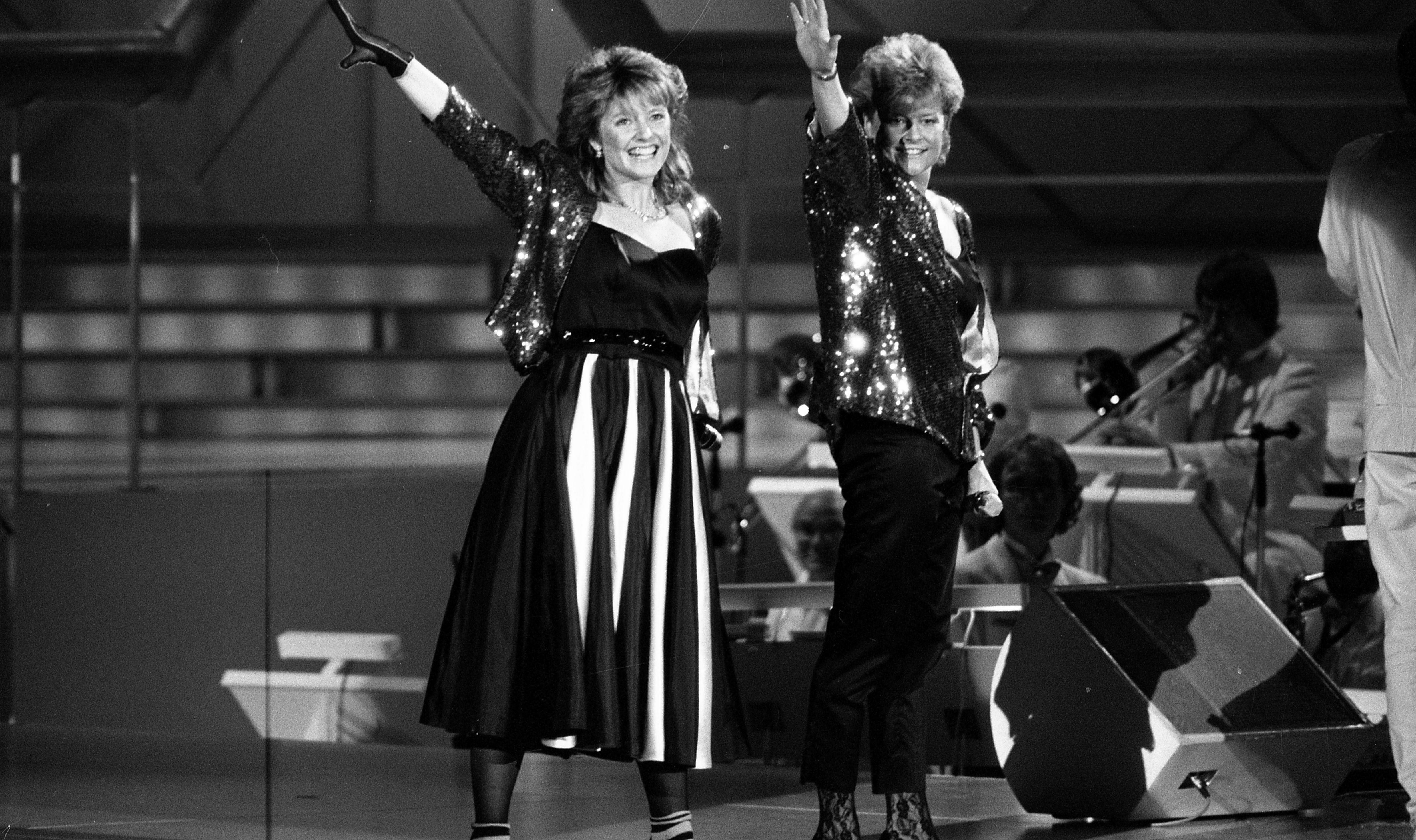
Bobbysocks em Gotemburgo (1985)
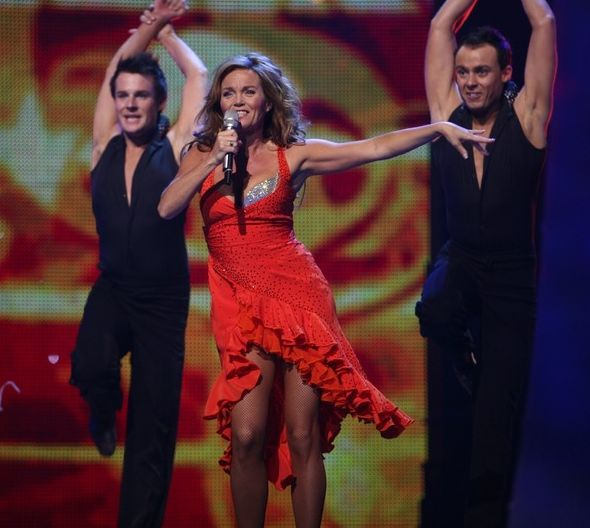
Guri Schanke em Helsínquia (2007)
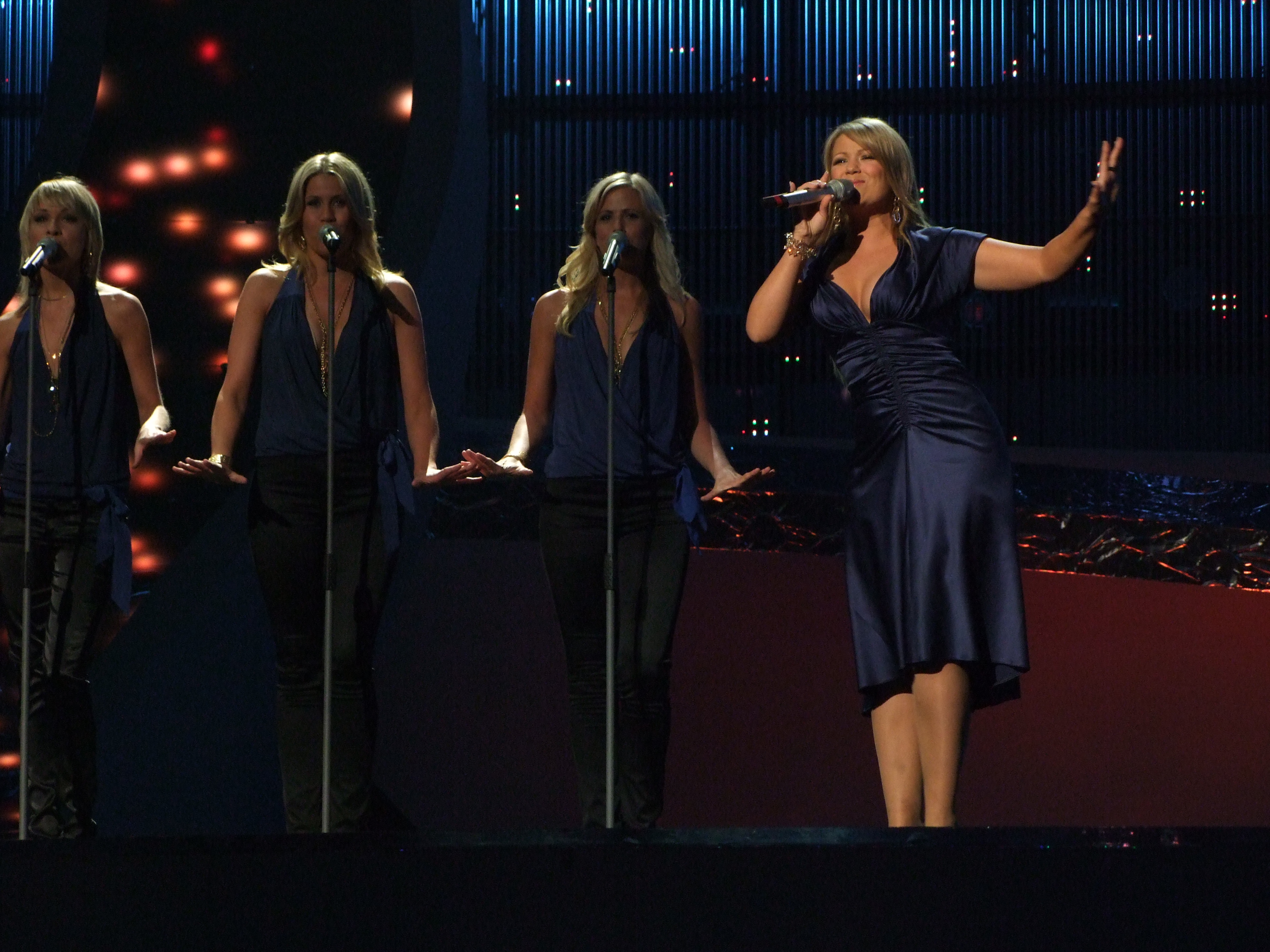
Maria Haukaas Storeng em Belgrado (2008)
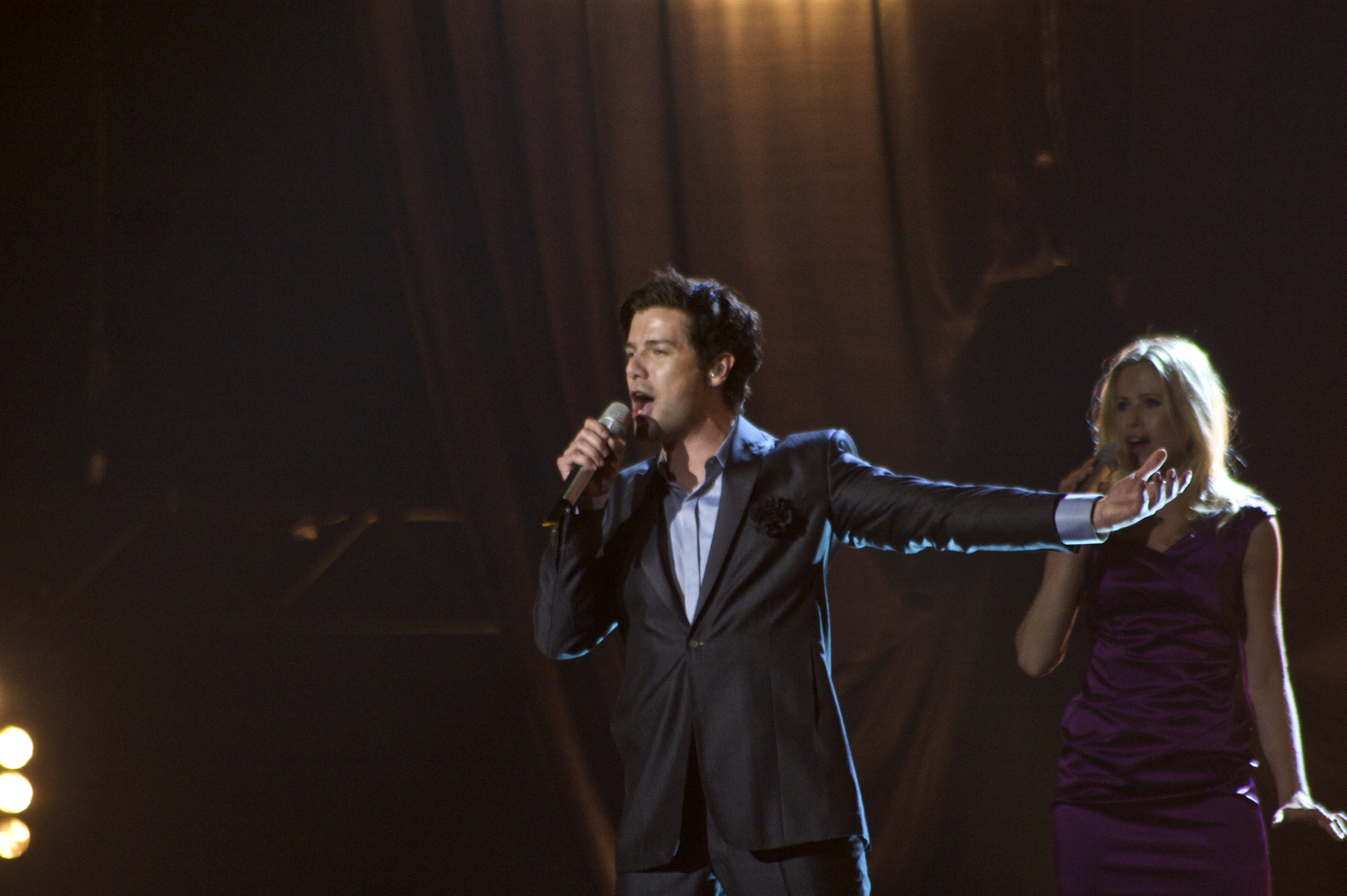
Didrik Solli-Tangen em Oslo (2010)
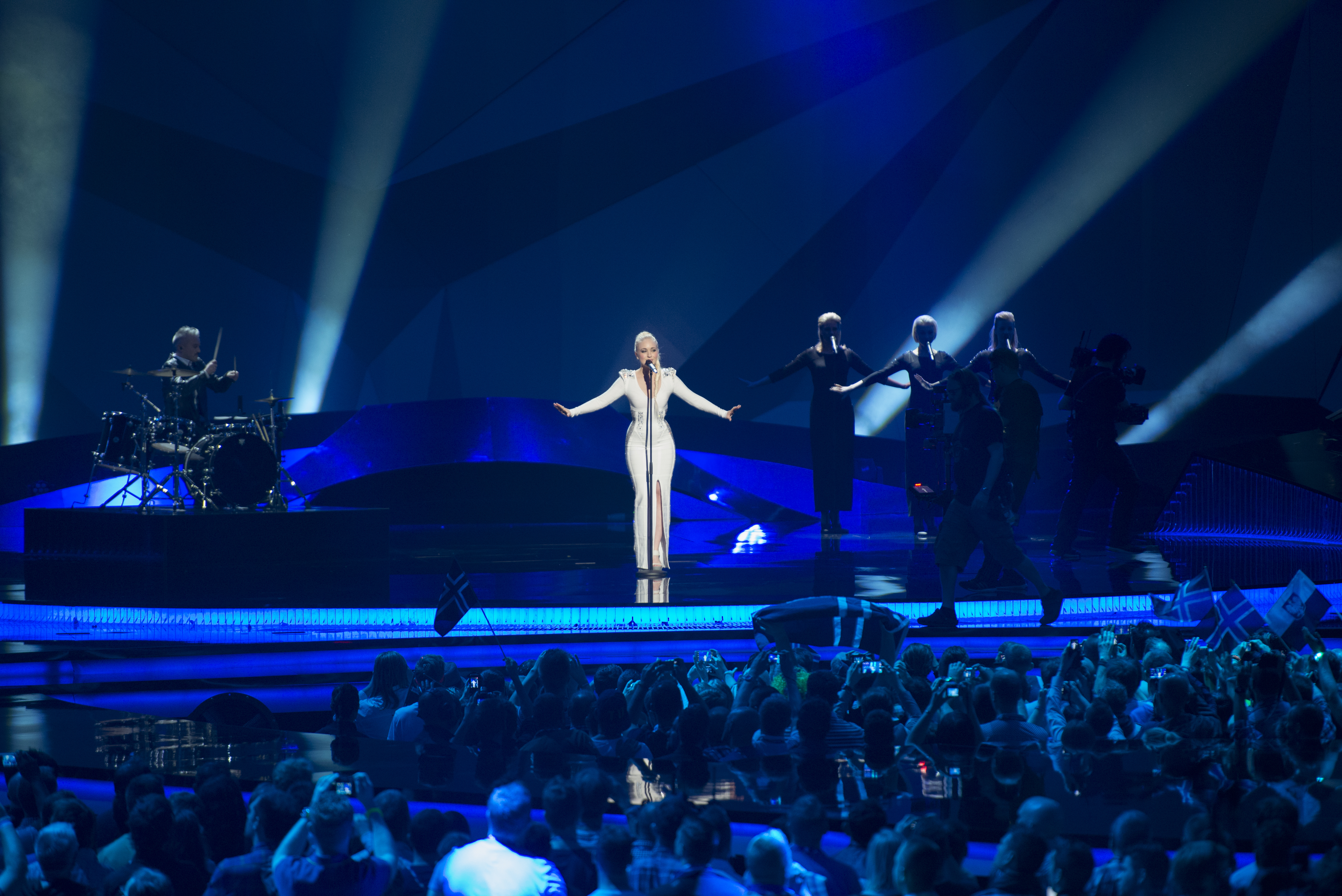
Margaret Berger em Malmö (2013)
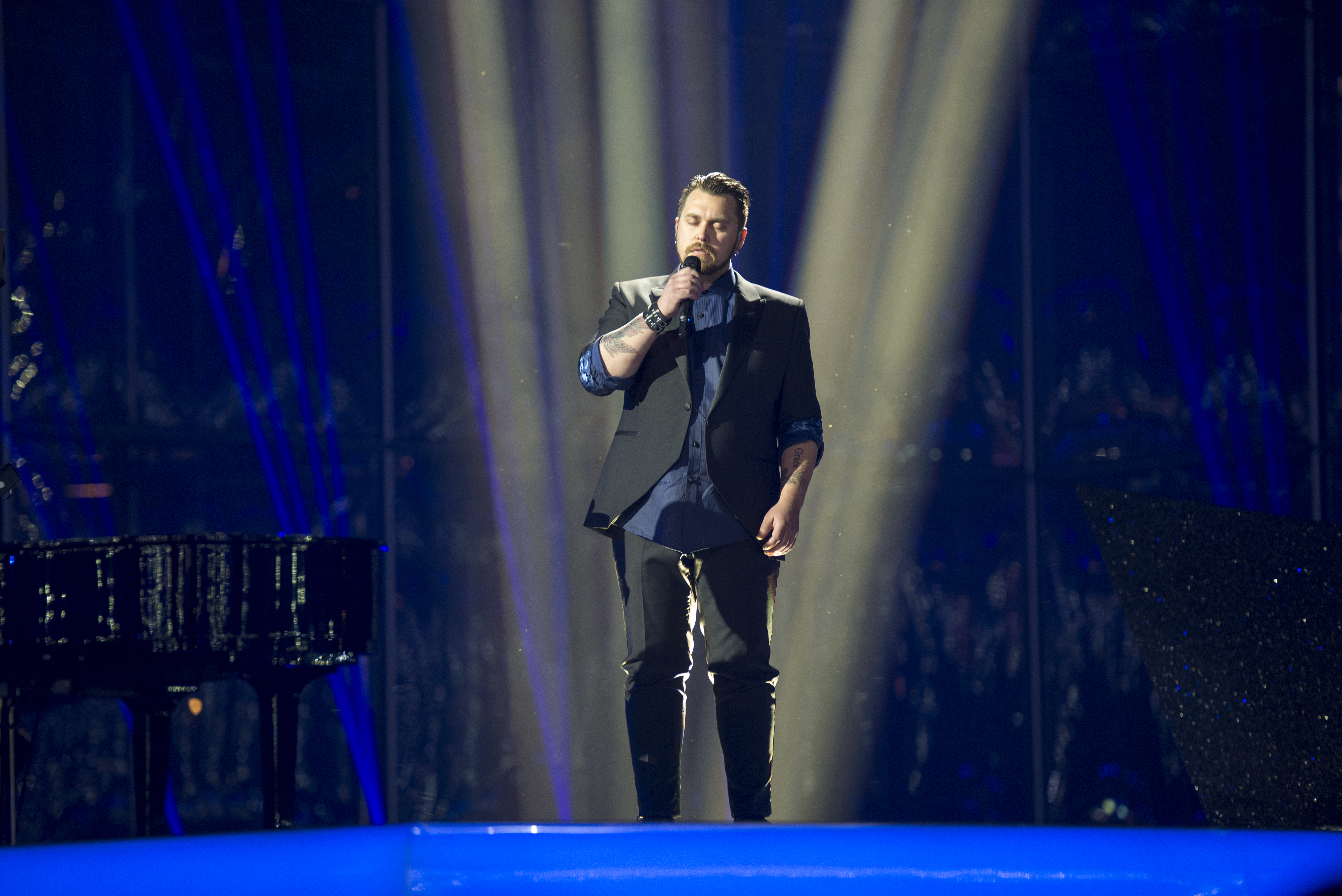
Carl Espen em Copenhaga (2014)
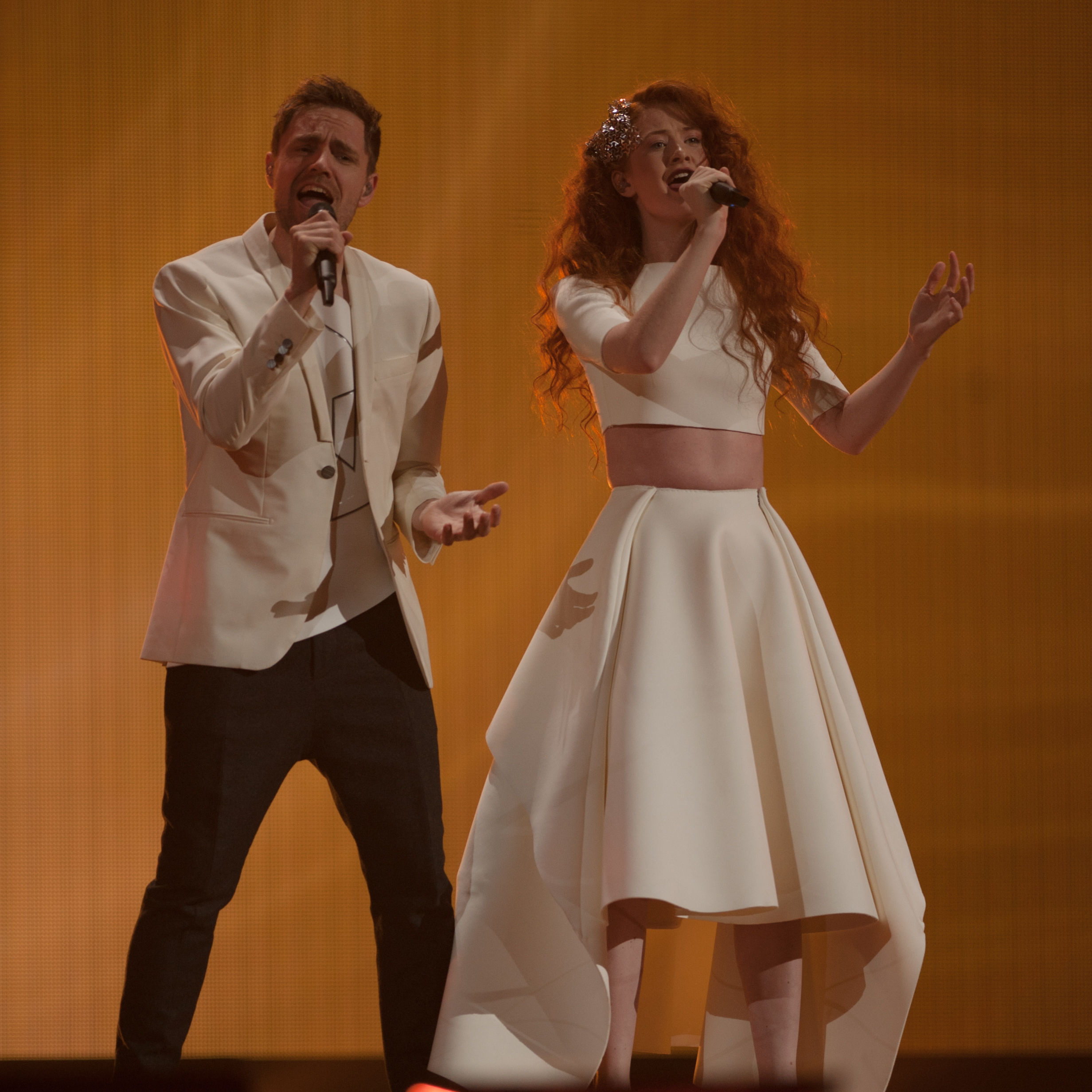
Mørland & Debrah Scarlett em Viena (2015)
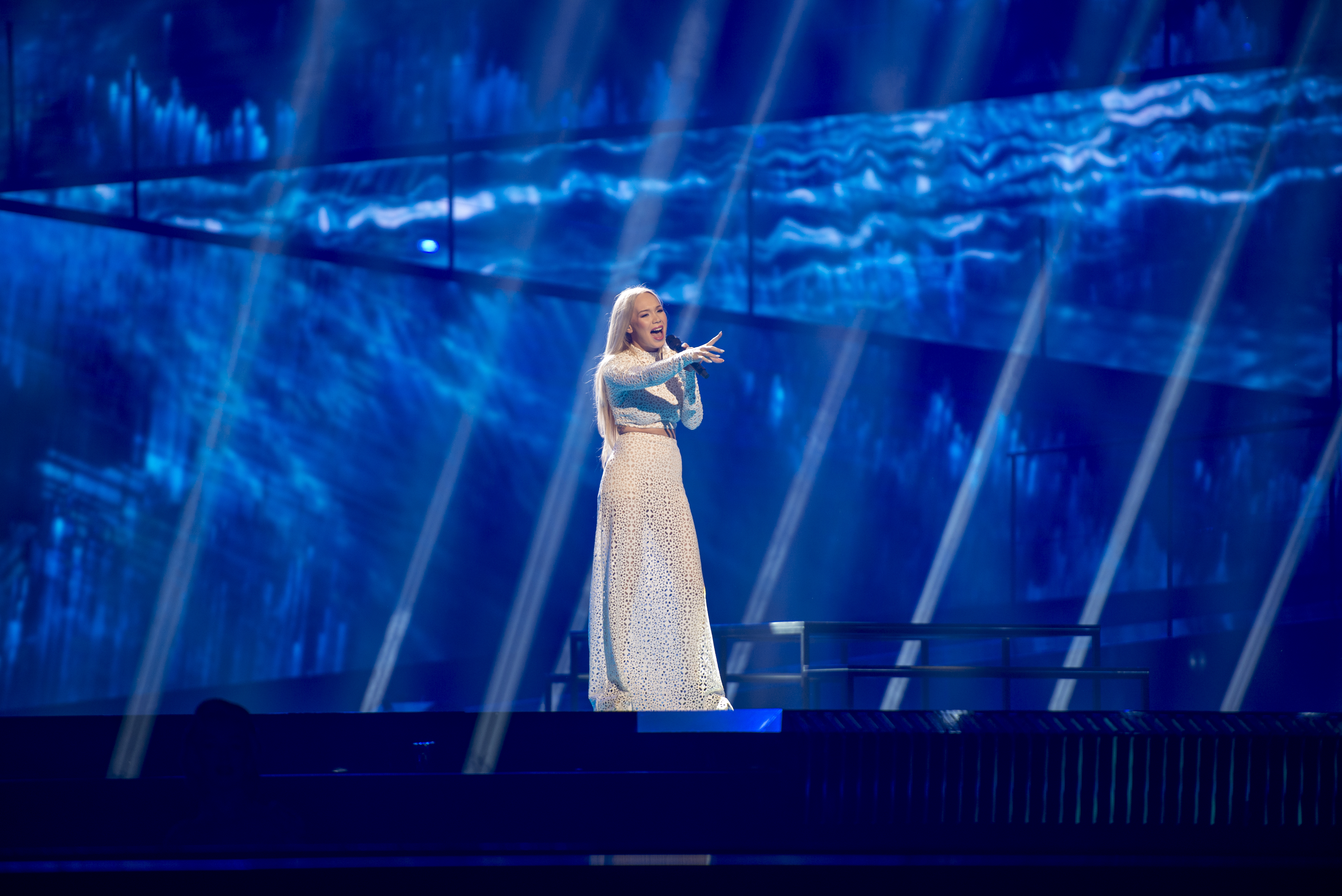
Agnete em Estocolmo (2016)
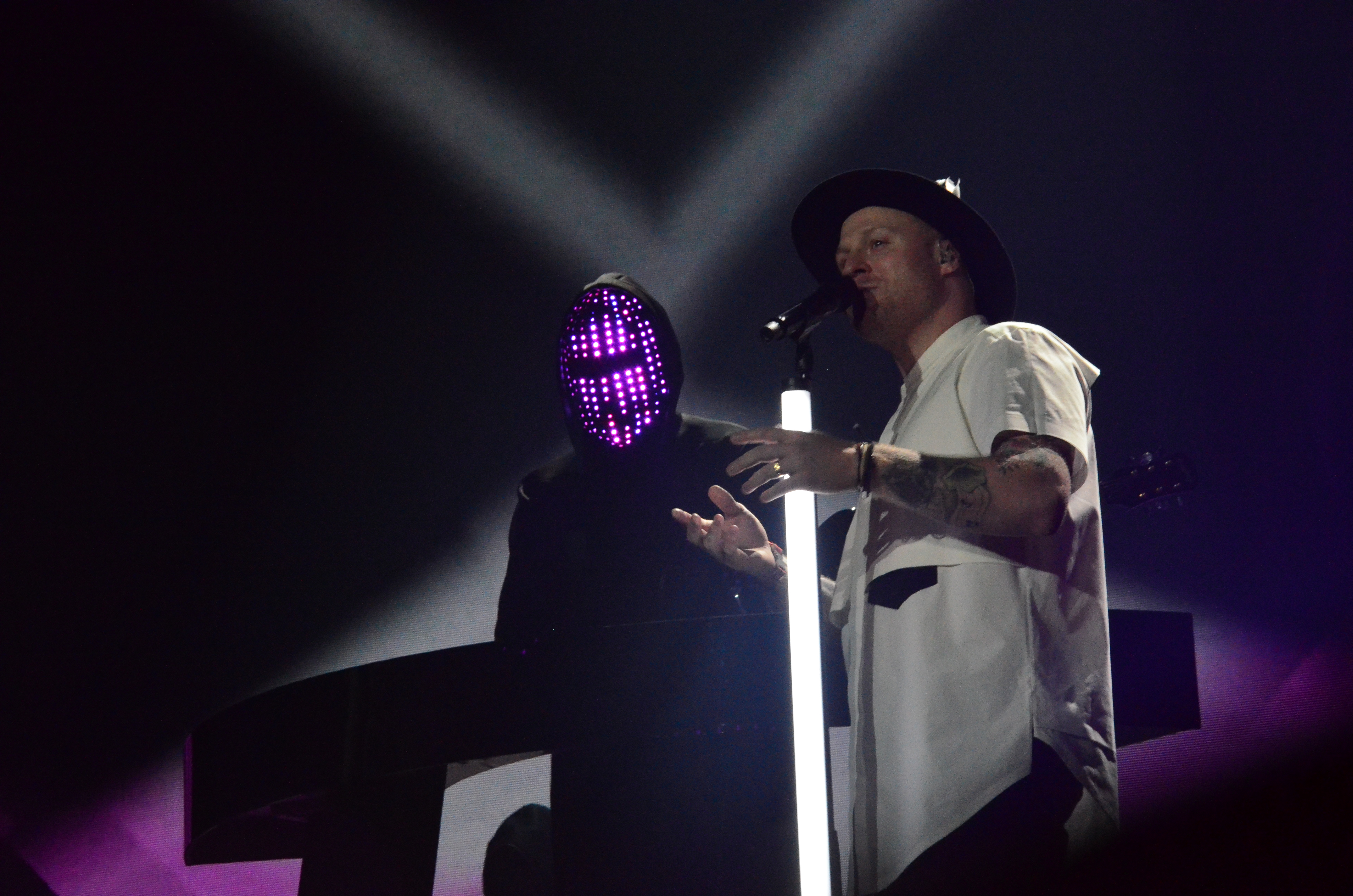
JOWST feat. Aleksander Walmann em Kiev (2017)
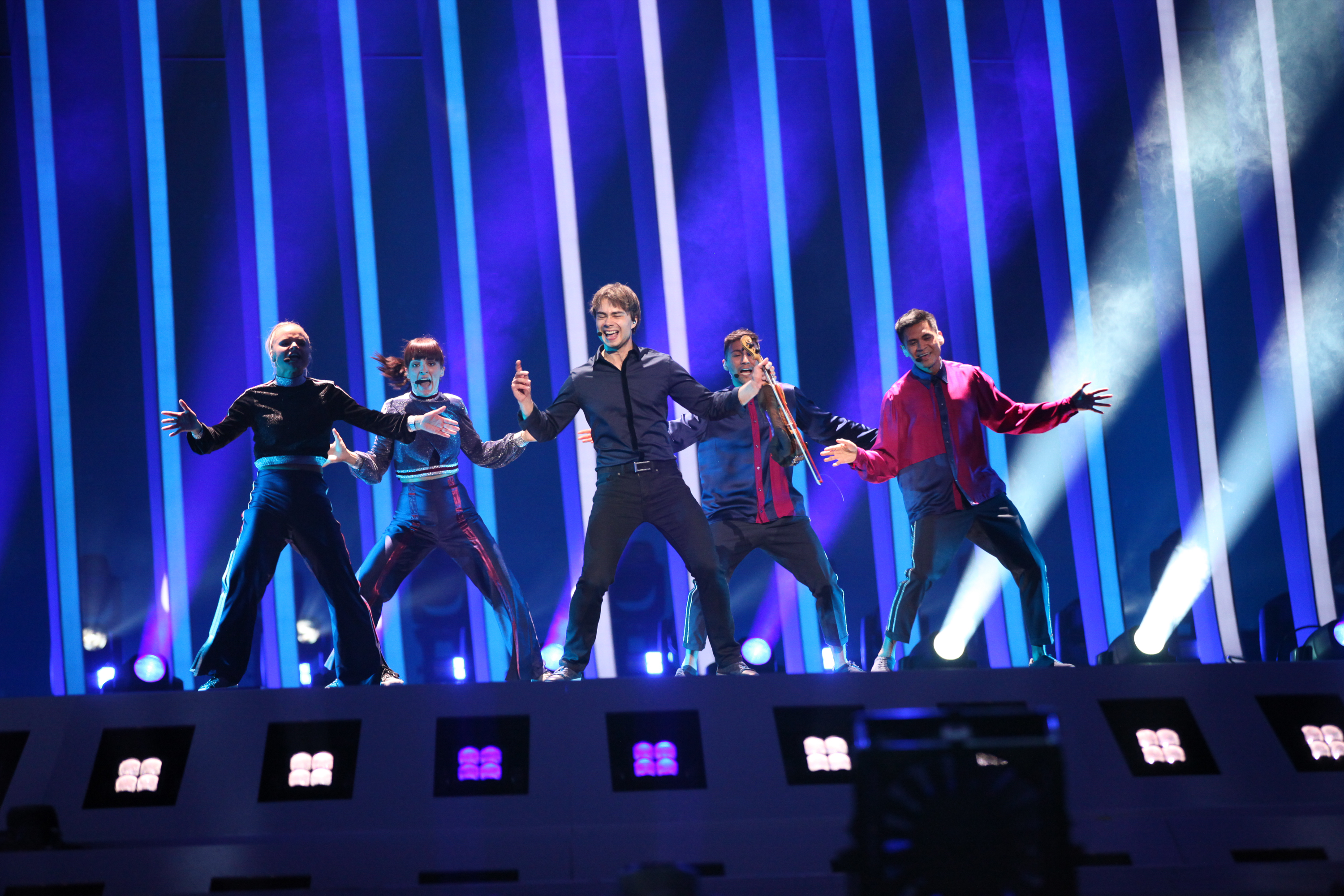
Alexander Rybak em Lisboa (2018)
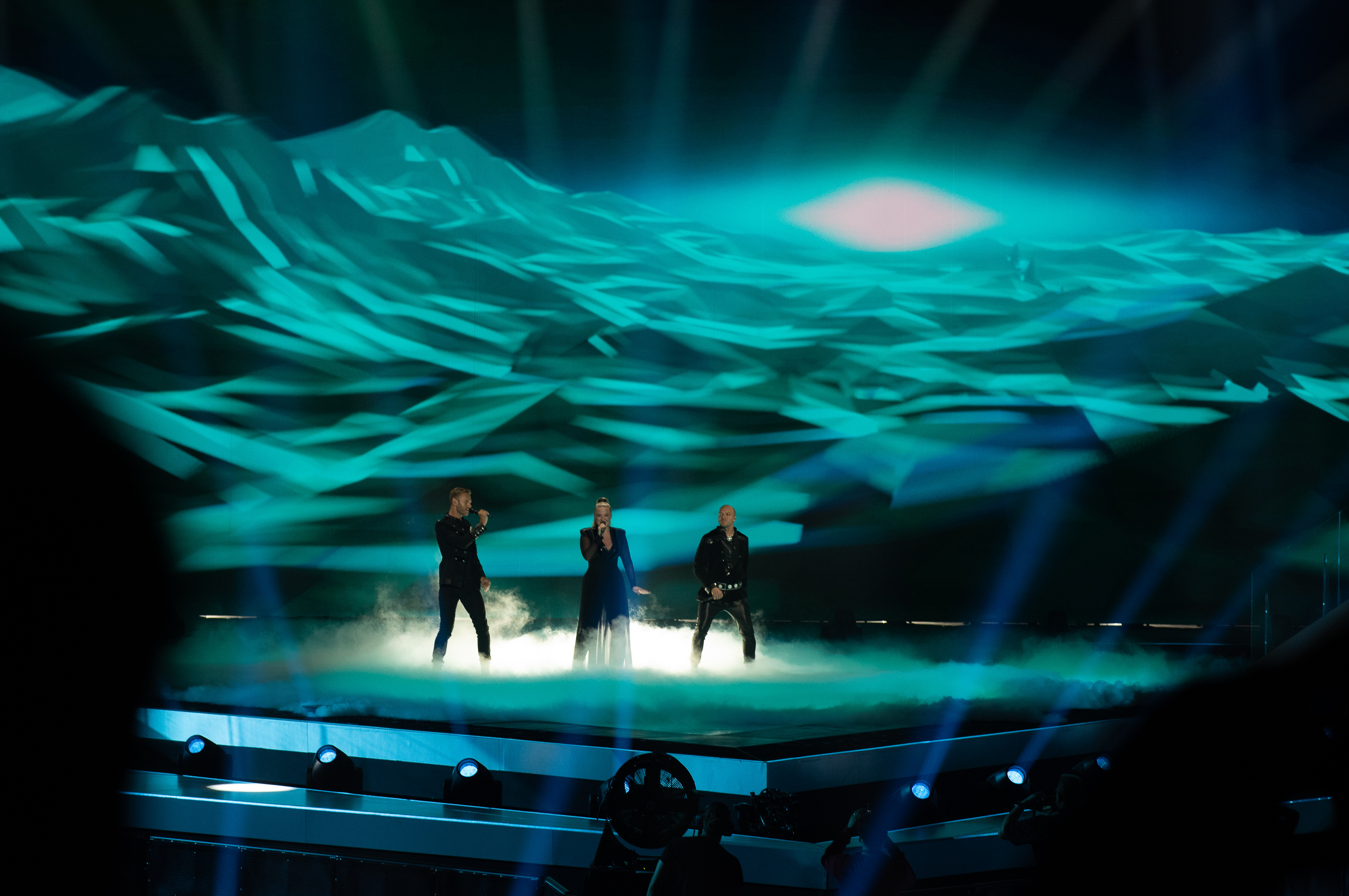
KEiiNO em Tel Aviv (2019)
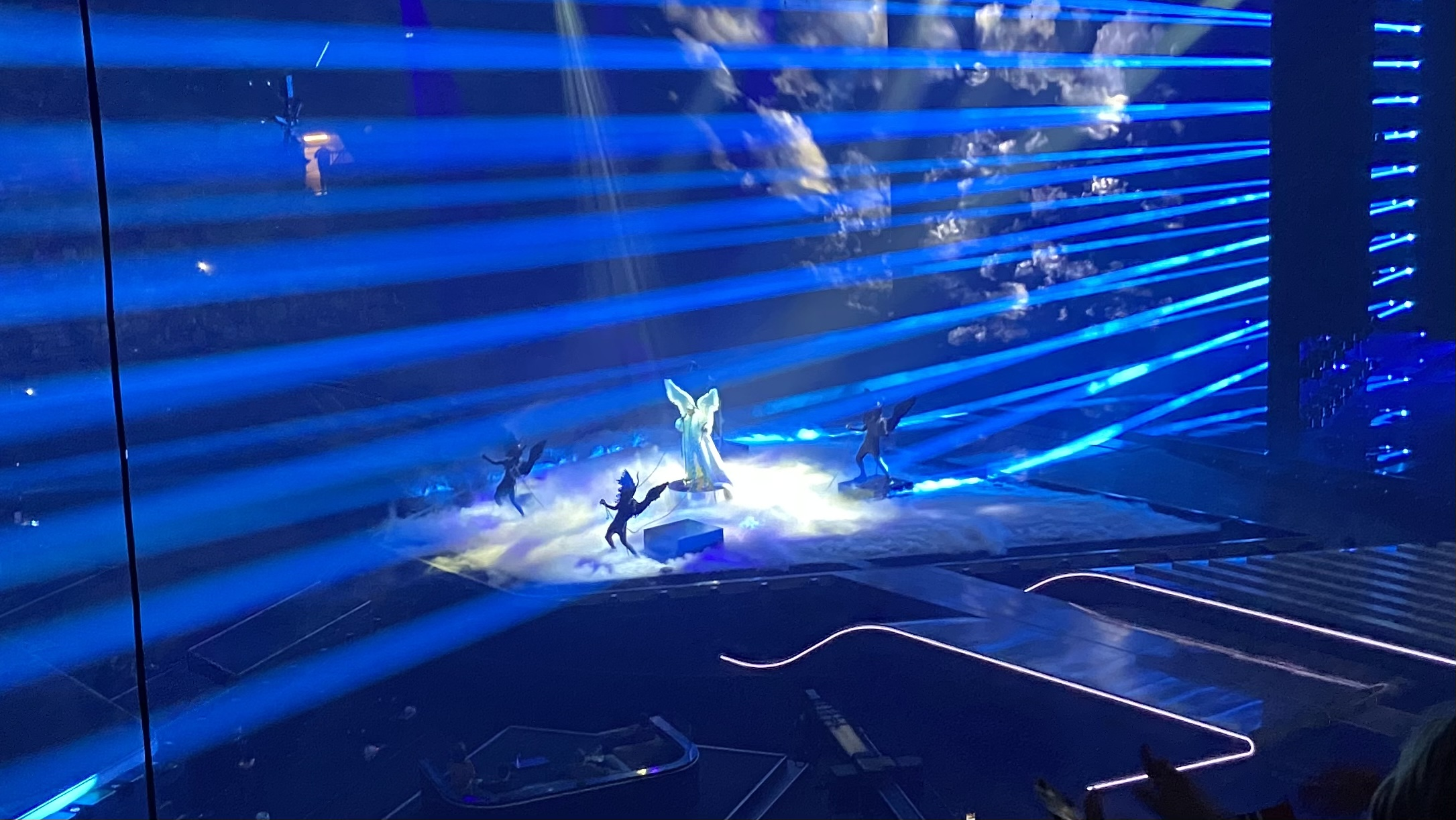
Tix em Roterdão (2021)

## Participações
Legenda
     Vencedor
     2.º lugar
     3.º lugar
     Pontuação Nula ("Null Points")/Último Lugar
     Melhor classificação (fora do top 3)
     Qualificação para a final (fora do top 3)
     País-anfitrião
     Desclassificado
| #   | Ano             | Artista                                     | Canção                                                               | Língua              | Final                    | Pontos                   | Semi                        | Pontos                      |
| --- | --------------- | ------------------------------------------- | -------------------------------------------------------------------- | ------------------- | ------------------------ | ------------------------ | --------------------------- | --------------------------- |
| 1º  | Londres 1960    | Nora Brockstedt                             | "Voi Voi" Hey hey                                                    | Norueguês           | 4º                       | 11                       | Sem Semi-Finais             | Sem Semi-Finais             |
| 2º  | Cannes 1961     | Nora Brockstedt                             | "Sommer i Palma" Verão em Palma                                      | Norueguês           | 7º                       | 10                       | Sem Semi-Finais             | Sem Semi-Finais             |
| 3º  | Luxemburgo 1962 | Inger Jacobsen                              | "Kom sol, kom regn" Venha Sol, venha chuva                           | Norueguês           | 10º                      | 2                        | Sem Semi-Finais             | Sem Semi-Finais             |
| 4º  | Londres 1963    | Anita Thallaug                              | "Solhverv" Solstício                                                 | Norueguês           | 13º                      | 0                        | Sem Semi-Finais             | Sem Semi-Finais             |
| 5º  | Copenhaga 1964  | Arne Bendiksen                              | "Spiral" Espiral                                                     | Norueguês           | 8º                       | 6                        | Sem Semi-Finais             | Sem Semi-Finais             |
| 6º  | Nápoles 1965    | Kirsti Sparboe                              | "Karusell" Carrossel                                                 | Norueguês           | 13º                      | 1                        | Sem Semi-Finais             | Sem Semi-Finais             |
| 7º  | Luxemburgo 1966 | Åse Kleveland                               | "Intet er nytt under solen" Não há nada de novo por debaixo do Sol   | Norueguês           | 3º                       | 15                       | Sem Semi-Finais             | Sem Semi-Finais             |
| 8º  | Viena 1967      | Kirsti Sparboe                              | "Dukkemann" 'Boneco                                                  | Norueguês           | 14º                      | 2                        | Sem Semi-Finais             | Sem Semi-Finais             |
| 9º  | Londres 1968    | Odd Børre                                   | "Stress"                                                             | Norueguês           | 13º                      | 2                        | Sem Semi-Finais             | Sem Semi-Finais             |
| 10º | Madrid 1969     | Kirsti Sparboe                              | "Oj, Oj, Oj, så glad jeg skal bli" Uau, Uau, Uau, como estarei feliz | Norueguês           | 16º                      | 1                        | Sem Semi-Finais             | Sem Semi-Finais             |
|     | Amesterdão 1970 | Não participou                              | Não participou                                                       | Não participou      | Não participou           | Não participou           | Não participou              | Sem Semi-Finais             |
| 11º | Dublin 1971     | Hanne Krogh                                 | "Lykken er" Felicidade é                                             | Norueguês           | 17º                      | 65                       | Sem Semi-Finais             | Sem Semi-Finais             |
| 12º | Edinburgo 1972  | Grethe Kausland e Benny Borg                | "Småting" Pequenas coisas                                            | Norueguês           | 14º                      | 73                       | Sem Semi-Finais             | Sem Semi-Finais             |
| 13º | Luxemburgo 1973 | Bendik Singers                              | "It's Just a Game" Isto é apenas um jogo                             | Inglês & Francês    | 7º                       | 89                       | Sem Semi-Finais             | Sem Semi-Finais             |
| 14º | Brighton 1974   | Anne Karine Strøm                           | "The First Day of Love" O primeiro dia de amor                       | Inglês              | 14º                      | 3                        | Sem Semi-Finais             | Sem Semi-Finais             |
| 15º | Estocolmo 1975  | Ellen Nikolaysen                            | "Touch My Life (With Summer)" Toca na minha vida (com verão)         | Inglês              | 18º                      | 11                       | Sem Semi-Finais             | Sem Semi-Finais             |
| 16º | Haia 1976       | Anne-Karine Strøm                           | "Mata Hari"                                                          | Inglês              | 18º                      | 7                        | Sem Semi-Finais             | Sem Semi-Finais             |
| 17º | Londres 1977    | Anita Skorgan                               | "Casanova"                                                           | Norueguês           | 14º                      | 18                       | Sem Semi-Finais             | Sem Semi-Finais             |
| 18º | Paris 1978      | Jahn Teigen                                 | "Mil etter mil" Milha após milha                                     | Norueguês           | 20º                      | 0                        | Sem Semi-Finais             | Sem Semi-Finais             |
| 19º | Jerusalém 1979  | Anita Skorgan                               | "Oliver"                                                             | Norueguês           | 11º                      | 57                       | Sem Semi-Finais             | Sem Semi-Finais             |
| 20º | Haia 1980       | Sverre Kjelsberg e Mattis Hætta             | "Sámiid Ædnan" Povo lapão                                            | Norueguês           | 16º                      | 15                       | Sem Semi-Finais             | Sem Semi-Finais             |
| 21º | Dublin 1981     | Finn Kalvik                                 | "Aldri i livet" Nunca na minha vida                                  | Norueguês           | 20º                      | 0                        | Sem Semi-Finais             | Sem Semi-Finais             |
| 22º | Harrogate 1982  | Jahn Teigen e Anita Skorgan                 | "Adieu" Adeus                                                        | Norueguês           | 12º                      | 40                       | Sem Semi-Finais             | Sem Semi-Finais             |
| 23º | Munique1983     | Jahn Teigen                                 | "Do Re Mi"                                                           | Norueguês           | 9º                       | 53                       | Sem Semi-Finais             | Sem Semi-Finais             |
| 24º | Luxemburgo 1984 | Dollie de Luxe                              | "Lenge Leve Livet" Viva a vida                                       | Norueguês           | 17º                      | 29                       | Sem Semi-Finais             | Sem Semi-Finais             |
| 25º | Gotemburgo 1985 | Bobbysocks                                  | "La det swinge" Deixa dançar swing                                   | Norueguês           | 1º                       | 123                      | Sem Semi-Finais             | Sem Semi-Finais             |
| 26º | Bergen 1986     | Ketil Stokkan                               | "Romeo"                                                              | Norueguês           | 12º                      | 44                       | Sem Semi-Finais             | Sem Semi-Finais             |
| 27º | Bruxelas 1987   | Kate Gulbrandsen                            | "Mitt liv" Minha vida                                                | Norueguês           | 9º                       | 65                       | Sem Semi-Finais             | Sem Semi-Finais             |
| 28º | Dublin 1988     | Karoline Krüger                             | "For vår jord" Pela nossa terra                                      | Norueguês           | 5º                       | 88                       | Sem Semi-Finais             | Sem Semi-Finais             |
| 29º | Lausanne 1989   | Britt Synnøve                               | "Venners nærhet" A proximidade dos amigos                            | Norueguês           | 17º                      | 30                       | Sem Semi-Finais             | Sem Semi-Finais             |
| 30º | Zagreb 1990     | Ketil Stokkan                               | "Brandenburger Tor" Porta de Brandenburgo                            | Norueguês           | 21º                      | 8                        | Sem Semi-Finais             | Sem Semi-Finais             |
| 31º | Roma 1991       | Just 4 Fun                                  | "Mrs. Thompson" Senhora Thompson                                     | Norueguês           | 17º                      | 14                       | Sem Semi-Finais             | Sem Semi-Finais             |
| 32º | Malmö 1992      | Merethe Trøan                               | "Visjoner" Visões                                                    | Norueguês           | 18º                      | 23                       | Sem Semi-Finais             | Sem Semi-Finais             |
| 33º | Millstreet 1993 | Silje Vige                                  | "Alle mine tankar" Todos os meus pensamentos                         | Norueguês           | 5º                       | 120                      | Kvalifikacija za Millstreet | Kvalifikacija za Millstreet |
| 34º | Dublin 1994     | Elisabeth Andreassen e Jan Werner Danielsen | "Duett" Dueto                                                        | Norueguês           | 6º                       | 76                       | Sem Semi-Finais             | Sem Semi-Finais             |
| 35º | Dublin 1995     | Secret Garden                               | "Nocturne" Nocturno                                                  | Norueguês           | 1º                       | 148                      | Sem Semi-Finais             | Sem Semi-Finais             |
| 36º | Oslo 1996       | Elisabeth Andreassen                        | "I evighet" Para a eternidade                                        | Norueguês           | 2º                       | 114                      | País anfitrião              | País anfitrião              |
| 37º | Dublin 1997     | Tor Endresen                                | "San Francisco"                                                      | Norueguês           | 24º                      | 0                        | Sem Semi-Finais             | Sem Semi-Finais             |
| 38º | Birmingham 1998 | Lars Fredriksen                             | "Alltid sommer" Sempre Verão                                         | Norueguês           | 8º                       | 79                       | Sem Semi-Finais             | Sem Semi-Finais             |
| 39º | Jerusalém 1999  | Stig Van Eijk                               | "Living My Life Without You" Vivendo a minha vida sem ti             | Inglês              | 14º                      | 35                       | Sem Semi-Finais             | Sem Semi-Finais             |
| 40º | Estocolmo 2000  | Charmed                                     | "My Heart Goes Boom" O meu coração vai explodir                      | Inglês              | 11º                      | 57                       | Sem Semi-Finais             | Sem Semi-Finais             |
| 41º | Copenhaga 2001  | Haldor Lægreid                              | "On My Own" Sozinho                                                  | Inglês              | 23º                      | 3                        | Sem Semi-Finais             | Sem Semi-Finais             |
|     | Tallinn 2002    | Não participou                              | Não participou                                                       | Não participou      | Não participou           | Não participou           | Não participou              | Sem Semi-Finais             |
| 42º | Riga 2003       | Jostein Hasselgård                          | "I'm Not Afraid to Move on" Não estou com medo de ir                 | Inglês              | 4º                       | 123                      | Sem Semi-Finais             | Sem Semi-Finais             |
| 43º | Istambul 2004   | Knut Anders Sørum                           | "High" Lá em cima                                                    | Inglês              | 24º                      | 3                        | Top 11 no ano anterior      | Top 11 no ano anterior      |
| 44º | Kiev 2005       | Wig Wam                                     | "In My Dreams" Nos meus sonhos                                       | Inglês              | 9º                       | 125                      | 6º                          | 164                         |
| 45º | Atenas 2006     | Christine Guldbrandsen                      | "Alvedansen" O Elfo dança                                            | Norueguês           | 14º                      | 36                       | Top 11 no ano anterior      | Top 11 no ano anterior      |
| 46º | Helsínquia 2007 | Guri Schanke                                | "Ven a bailar conmigo" Vem dançar comigo                             | Inglês & Castelhano | Não se qualificou        | Não se qualificou        | 18º                         | 48                          |
| 47º | Belgrado 2008   | Maria Haukaas Storeng                       | "Hold on, be strong" Aguenta, sê Forte                               | Inglês              | 5º                       | 182                      | 4º                          | 106                         |
| 48º | Moscovo 2009    | Alexander Rybak                             | "Fairytale" Conto de Fadas                                           | Inglês              | 1º                       | 387                      | 1º                          | 201                         |
| 49º | Oslo 2010       | Didrik Solli-Tangen                         | "My Heart Is Yours" O meu coração é teu                              | Inglês              | 20º                      | 35                       | País Anfitrião              | País Anfitrião              |
| 50º | Düsseldorf 2011 | Stella Mwangi                               | "Haba Haba" Pouco a Pouco                                            | Inglês & Suaíli     | Não se qualificou        | Não se qualificou        | 17º                         | 30                          |
| 51º | Baku 2012       | Tooji                                       | "Stay" Fica                                                          | Inglês              | 26º                      | 7                        | 10º                         | 45                          |
| 52º | Malmö 2013      | Margaret Berger                             | "I Feed You My Love" Alimento-te com o meu amor                      | Inglês              | 4º                       | 191                      | 3º                          | 120                         |
| 53º | Copenhaga 2014  | Carl Espen                                  | "Silent Storm" Tempestade Silenciosa                                 | Inglês              | 8º                       | 88                       | 6º                          | 77                          |
| 54º | Viena 2015      | Mørland & Debrah Scarlett                   | "A Monster Like Me" Um monstro como eu                               | Inglês              | 8º                       | 102                      | 4º                          | 123                         |
| 55º | Estocolmo 2016  | Agnete Johnsen                              | "Icebreaker" Quebra-gelo                                             | Inglês              | Não se qualificou        | Não se qualificou        | 13º                         | 63                          |
| 56º | Kiev 2017       | JOWST feat. Aleksander Walmann              | "Grab the Moment" Agarra o Momento                                   | Inglês              | 10º                      | 158                      | 5º                          | 189                         |
| 57º | Lisboa 2018     | Alexander Rybak                             | "That's How You Write a Song" É Assim que Escreves uma Canção        | Inglês              | 15º                      | 144                      | 1º                          | 266                         |
| 58º | Tel Aviv 2019   | KEiiNO                                      | "Spirit In The Sky" Espírito no céu                                  | Inglês              | 6º                       | 331                      | 7º                          | 210                         |
|     | Roterdão 2020   | Ulrikke                                     | "Attention" Atenção                                                  | Inglês              | A edição não se realizou | A edição não se realizou | A edição não se realizou    | A edição não se realizou    |
| 59º | Roterdão 2021   | Tix                                         | "Fallen Angel" Anjo Caído                                            | Inglês              | 18º                      | 75                       | 10º                         | 115                         |
| 60º | Turim 2022      | Subwoolfer                                  | "Give That Wolf A Banana" Dê Uma Banana Àquele Lobo                  | Inglês              | 10º                      | 182                      | 6º                          | 177                         |
| 61º | Liverpool 2023  | Alessandra                                  | "Queen of Kings" Rainha dos Reis                                     | Inglês              | 5º                       | 268                      | 6º                          | 102                         |
| 62º | Malmö 2024      | Gåte                                        | "Ulveham" Pele de lobo                                               | Norueguês           | 25º                      | 16                       | 10º                         | 43                          |
| 63º | Basileia 2025   | Kyle Alessandro                             | "Lighter" Isqueiro                                                   | Inglês              | 18º                      | 89                       | 8º                          | 82                          |

| Ano             | Artista                        | Canção                        | Final             | Final             | Final             | Final             | Final             | Final             | Semi            | Semi            | Semi            | Semi            | Semi           | Semi           |
| Ano             | Artista                        | Canção                        | Tlv.              | Pontos            | Júri              | Pontos            | Cl.               | Pontos            | Tlv.            | Pontos          | Júri            | Pontos          | Cl.            | Pontos         |
| --------------- | ------------------------------ | ----------------------------- | ----------------- | ----------------- | ----------------- | ----------------- | ----------------- | ----------------- | --------------- | --------------- | --------------- | --------------- | -------------- | -------------- |
| Moscovo 2009    | Alexander Rybak                | "Fairytale"                   | 1º                | 378               | 1º                | 312               | 1º                | 387               | Apenas televoto | Apenas televoto | Apenas televoto | Apenas televoto | 1º             | 201            |
| Oslo 2010       | Didrik Solli-Tangen            | "My Heart Is Yours"           | 21º               | 18                | 17º               | 61                | 20º               | 35                | País Anfitrião  | País Anfitrião  | País Anfitrião  | País Anfitrião  | País Anfitrião | País Anfitrião |
| Düsseldorf 2011 | Stella Mwangi                  | "Haba Haba"                   | Não se qualificou | Não se qualificou | Não se qualificou | Não se qualificou | Não se qualificou | Não se qualificou | 9º              | 56              | 17º             | 29              | 17º            | 30             |
| Baku 2012       | Tooji                          | "Stay"                        | 24º               | 16                | 24º               | 24                | 26º               | 7                 | 6º              | 72              | 18º             | 25              | 10º            | 45             |
| Malmö 2013      | Margaret Berger                | "I Feed You My Love"          | 6º                | 7.14              | 4º                | 8.23              | 4º                | 191               | 4º              | 5.50            | 4º              | 5.80            | 3º             | 120            |
| Copenhaga 2014  | Carl Espen                     | "Silent Storm"                | 16º               | 39                | 9º                | 102               | 8º                | 88                | 8º              | 55              | 4º              | 100             | 6º             | 77             |
| Viena 2015      | Mørland & Debrah Scarlett      | "A Monster Like Me"           | 17º               | 43                | 7º                | 163               | 8º                | 102               | 5º              | 104             | 3º              | 144             | 4º             | 123            |
| Estocolmo 2016  | Agnete Johnsen                 | "Icebreaker"                  | Não se qualificou | Não se qualificou | Não se qualificou | Não se qualificou | Não se qualificou | Não se qualificou | 13º             | 34              | 13º             | 29              | 13º            | 63             |
| Kiev 2017       | JOWST feat. Aleksander Walmann | "Grab the Moment"             | 15º               | 29                | 6º                | 129               | 10º               | 158               | 8º              | 52              | 3º              | 137             | 5º             | 189            |
| Lisboa 2018     | Alexander Rybak                | "That's How You Write a Song" | 11º               | 84                | 16º               | 60                | 15º               | 144               | 3º              | 133             | 2º              | 133             | 1º             | 266            |
| Tel Aviv 2019   | KEiiNO                         | "Spirit In The Sky"           | 1º                | 291               | 18º               | 40                | 6º                | 331               | 1º              | 170             | 11º             | 40              | 7º             | 210            |
| Roterdão 2021   | Tix                            | "Fallen Angel"                | 13º               | 60                | 22º               | 15                | 18º               | 75                | 8º              | 77              | 12º             | 38              | 10º            | 115            |
| Turim 2022      | Subwoolfer                     | "Give That Wolf A Banana"     | 7º                | 146               | 17º               | 36                | 10º               | 182               | 4º              | 104             | 7º              | 73              | 6º             | 177            |
| Liverpool 2023  | Alessandra                     | "Queen of Kings"              | 3º                | 216               | 17º               | 52                | 5º                | 268               | Apenas televoto | Apenas televoto | Apenas televoto | Apenas televoto | 6º             | 102            |
| Malmö 2024      | Gåte                           | "Ulveham"                     | 24º               | 4                 | 23º               | 12                | 25º               | 16                | Apenas televoto | Apenas televoto | Apenas televoto | Apenas televoto | 10º            | 43             |
| Basileia 2025   | Kyle Alessandro                | "Lighter"                     | 12º               | 67                | 23º               | 22                | 18º               | 89                | Apenas televoto | Apenas televoto | Apenas televoto | Apenas televoto | 8º             | 82             |

## Apresentadores

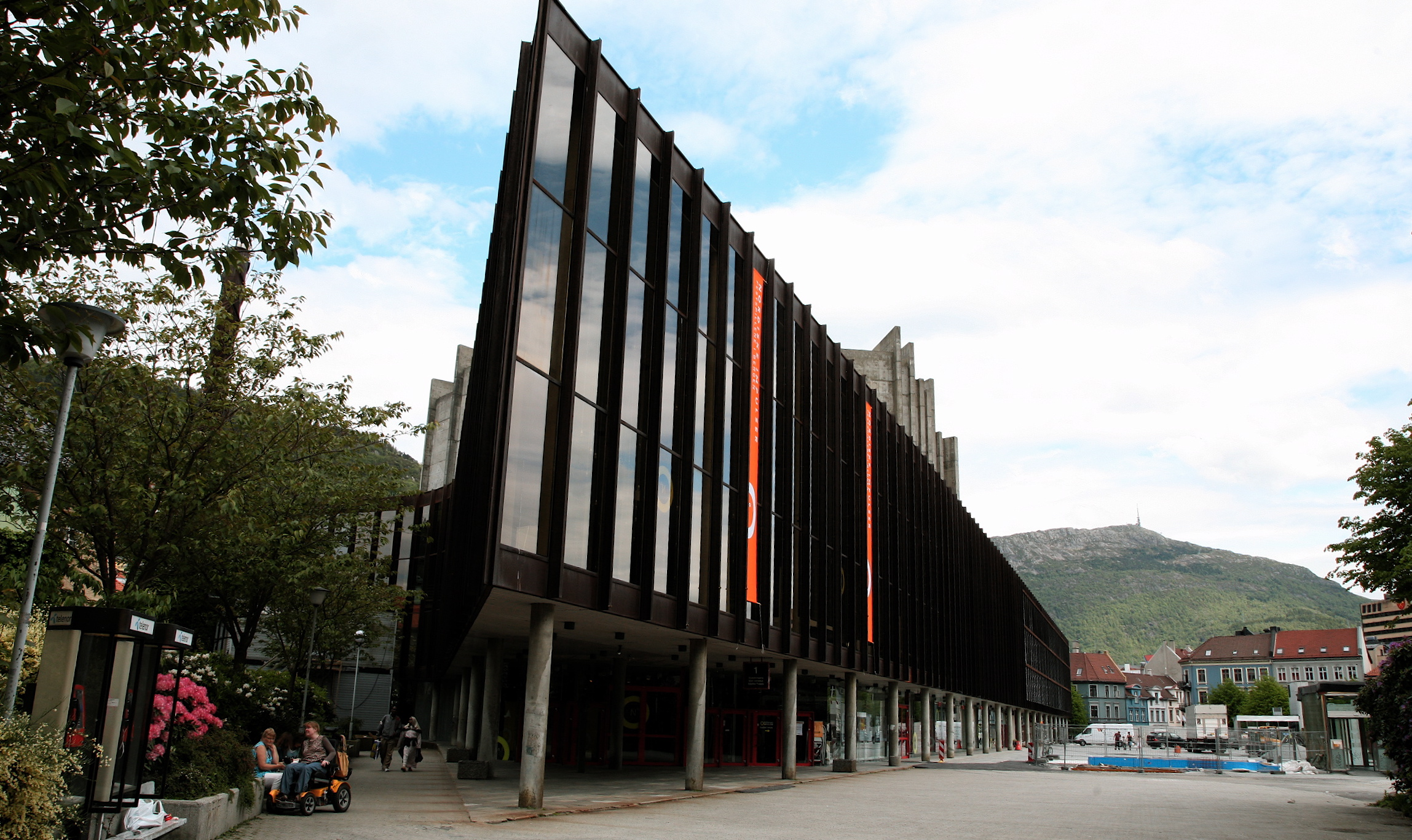
Grieghallen em Bergen, sede do Festival Eurovisão da Canção 1986
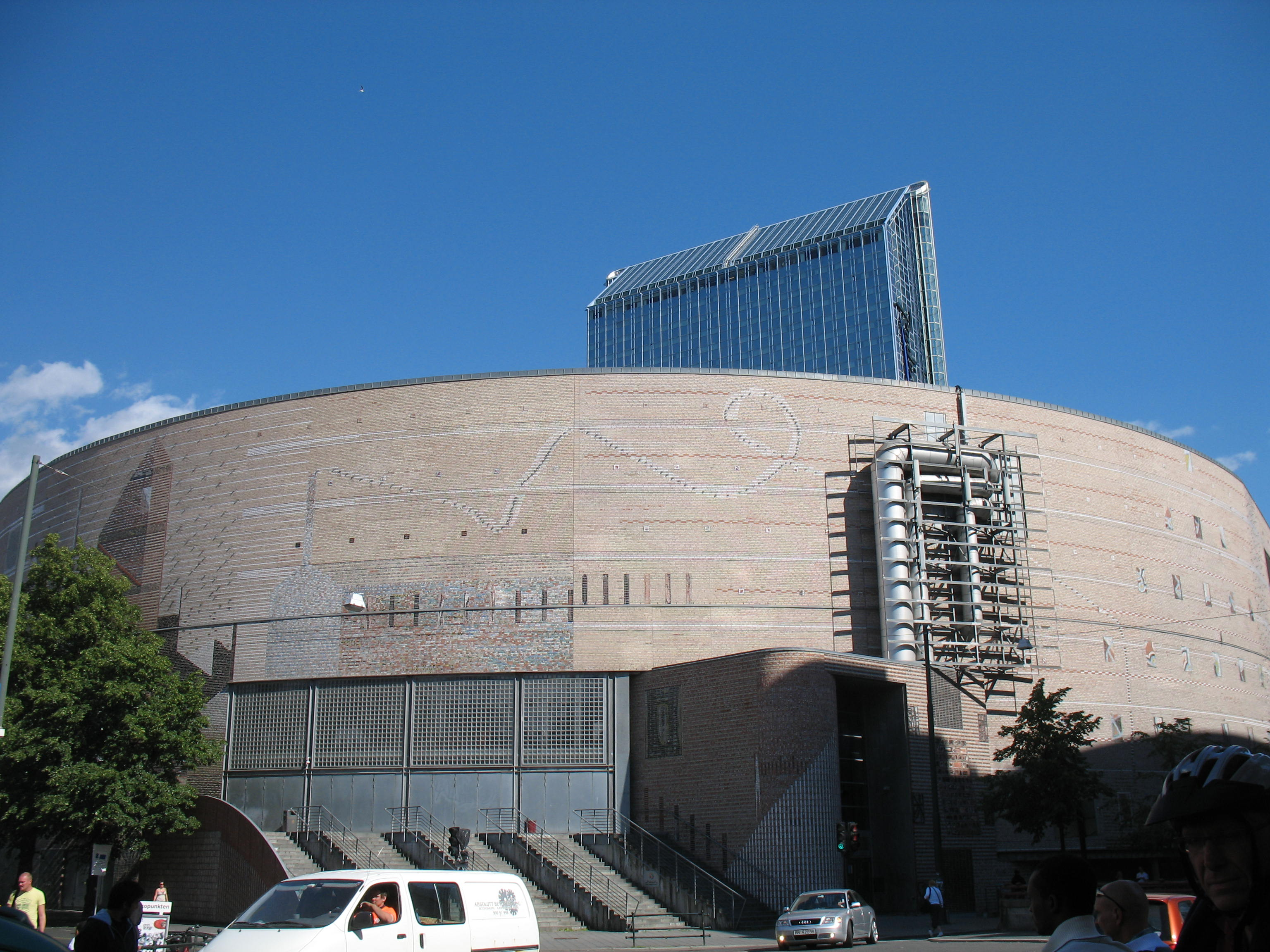
Oslo Specktrum em Oslo, sede do Festival Eurovisão da Canção 1996
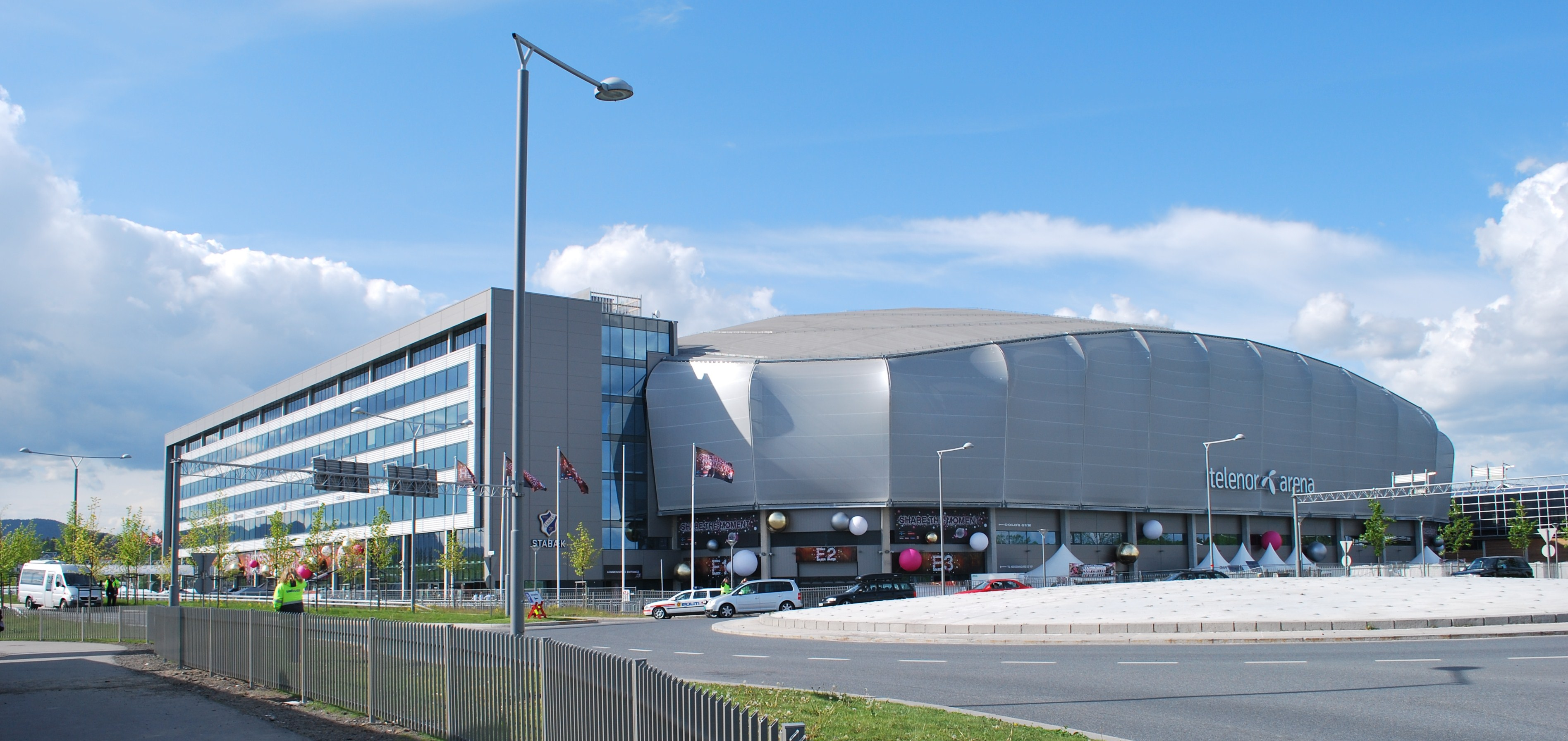
Telenor Arena em Oslo, sede do Festival Eurovisão da Canção 2010

| Ano  | Local  | Local         | Apresentador(es)                             |
| ---- | ------ | ------------- | -------------------------------------------- |
| 1986 | Bergen | Grieghallen   | Åse Kleveland                                |
| 1996 | Oslo   | Oslo Spektrum | Ingvild Bryn e Morten Harket                 |
| 2010 | Bærum  | Telenor Arena | Nadia Hasnaoui, Haddy N'jie e Erik Solbakken |

## Comentadores e porta-vozes
| Ano(s) | Comentador televisivo         | Porta-voz                 |
| ------ | ----------------------------- | ------------------------- |
| 1960   | Erik Diesen                   | Kari Borg Mannsåker       |
| 1961   | Leif Rustad                   | Mette Janson              |
| 1962   | Odd Grythe                    | Kari Borg Mannsåker       |
| 1963   | Øivind Johnsen                | Roald Øyen                |
| 1964   | Odd Grythe                    | Sverre Christophersen     |
| 1965   | Erik Diesen                   | Sverre Christophersen     |
| 1966   | Sverre Christophersen         | Erik Diesen               |
| 1967   | Erik Diesen                   | Sverre Christophersen     |
| 1968   | Roald Øyen                    | Sverre Christophersen     |
| 1969   | Sverre Christophersen         | Janka Polanyi             |
| 1970   | Sem comentador                | Não participou            |
| 1971   | Sverre Christophersen         | Sem porta-voz             |
| 1972   | Roald Øyen                    | Sem porta-voz             |
| 1973   | John Andreassen               | Sem porta-voz             |
| 1974   | John Andreassen               | Sverre Christophersen     |
| 1975   | John Andreassen               | Sverre Christophersen     |
| 1976   | Jo Vestly                     | Sverre Christophersen     |
| 1977   | John Andreassen               | Sverre Christophersen     |
| 1978   | Bjørn Scheele                 | Egil Teige                |
| 1979   | Egil Teige                    | Sverre Christophersen     |
| 1980   | Knut Aunbu                    | Roald Øyen                |
| 1981   | Knut Aunbu                    | Sverre Christophersen     |
| 1982   | Bjørn Scheele                 | Erik Diesen               |
| 1983   | Ivar Dyrhaug                  | Erik Diesen               |
| 1984   | Roald Øyen                    | Egil Teige                |
| 1985   | Veslemøy Kjendsli             | Erik Diesen               |
| 1986   | Knut Bjørnsen                 | Nina Matheson             |
| 1987   | John Andreassen e Tor Paulsen | Sverre Christophersen     |
| 1988   | John Andreassen               | Andreas Diesen            |
| 1989   | John Andreassen               | Sverre Christophersen     |
| 1990   | Leif Erik Forberg             | Sverre Christophersen     |
| 1991   | John Andreassen e Jahn Teigen | Sverre Christophersen     |
| 1992   | John Andreassen               | Sverre Christophersen     |
| 1993   | Leif Erik Forberg             | Sverre Christophersen     |
| 1994   | Jostein Pedersen              | Sverre Christophersen     |
| 1995   | Annette Groth                 | Sverre Christophersen     |
| 1996   | Jostein Pedersen              | Ragnhild Sælthun Fjørtoft |
| 1997   | Jostein Pedersen              | Ragnhild Sælthun Fjørtoft |
| 1998   | Jostein Pedersen              | Ragnhild Sælthun Fjørtoft |
| 1999   | Jostein Pedersen              | Ragnhild Sælthun Fjørtoft |
| 2000   | Jostein Pedersen              | Marit Åslein              |
| 2001   | Jostein Pedersen              | Roald Øyen                |
| 2002   | Jostein Pedersen              | Não participou            |
| 2003   | Jostein Pedersen              | Roald Øyen                |
| 2004   | Jostein Pedersen              | Ingvild Helljesen         |
| 2005   | Jostein Pedersen              | Ingvild Helljesen         |
| 2006   | Jostein Pedersen              | Ingvild Helljesen         |
| 2007   | Per Sundnes                   | Synnøve Svabø             |
| 2008   | Per Sundnes e Hanne Hoftun    | Stian Barsnes Simonsen    |
| 2009   | Synnøve Svabø                 | Stian Barsnes Simonsen    |
| 2010   | Olav Viksmo Slettan           | Anne Rimmen               |
| 2011   | Olav Viksmo Slettan           | Nadia Hasnaoui            |
| 2012   | Olav Viksmo Slettan           | Nadia Hasnaoui            |
| 2013   | Olav Viksmo Slettan           | Tooji                     |
| 2014   | Olav Viksmo Slettan           | Margrethe Røed            |
| 2015   | Olav Viksmo Slettan           | Margrethe Røed            |
| 2016   | Olav Viksmo Slettan           | Elisabeth Andreassen      |
| 2017   | Olav Viksmo Slettan           | Marcus & Martinus         |
| 2018   | TBA                           | TBA                       |

## Maestros
| Ano(s) | Maestro           |
| ------ | ----------------- |
| 1960   | Øivind Bergh      |
| 1961   | Øivind Bergh      |
| 1962   | Øivind Bergh      |
| 1963   | Øivind Bergh      |
| 1964   | Karsten Andersen  |
| 1965   | Øivind Bergh      |
| 1966   | Øivind Bergh      |
| 1967   | Øivind Bergh      |
| 1968   | Øivind Bergh      |
| 1969   | Øivind Bergh      |
| 1970   | Não participou    |
| 1971   | Arne Bendiksen    |
| 1972   | Carsten Klouman   |
| 1973   | Carsten Klouman   |
| 1974   | Frode Thingnæs    |
| 1975   | Carsten Klouman   |
| 1976   | Frode Thingnæs    |
| 1977   | Carsten Klouman   |
| 1978   | Carsten Klouman   |
| 1979   | Sigurd Jansen     |
| 1980   | Sigurd Jansen     |
| 1981   | Sigurd Jansen     |
| 1982   | Sigurd Jansen     |
| 1983   | Sigurd Jansen     |
| 1984   | Sigurd Jansen     |
| 1985   | Terje Fjærn       |
| 1986   | Egil Monn-Iversen |
| 1987   | Terje Fjærn       |
| 1988   | Arild Stav        |
| 1989   | Pete Knutsen      |
| 1990   | Pete Knutsen      |
| 1991   | Pete Knutsen      |
| 1992   | Rolf Løvland      |
| 1993   | Rolf Løvland      |
| 1994   | Pete Knutsen      |
| 1995   | Geir Langslet     |
| 1996   | Frode Thingnæs    |
| 1997   | Geir Langslet     |
| 1998   | Geir Langslet     |

### Maestros anfitriões
| Ano(s) | Maestro           |
| ------ | ----------------- |
| 1986   | Egil Monn-Iversen |
| 1996   | Frode Thingnæs    |

## Supervisores musicais
| Ano(s) | Supervisores musicais |
| ------ | --------------------- |
| 2008   | Per Sundnes           |
| 2009   | Per Sundnes           |
| 2010   | Per Sundnes           |
| 2011   | Per Sundnes           |
| 2012   | Per Sundnes           |
| 2013   | Vivi Stenberg         |
| 2014   | Vivi Stenberg         |
| 2015   | Vivi Stenberg         |
| 2016   | Jan Fredrik Karlsen   |
| 2017   | Jan Fredrik Karlsen   |
| 2018   | Stig Karlsen          |

## Historial de votação
| Noruega deu mais pontos a: | Noruega deu mais pontos a: | Noruega deu mais pontos a: |
| Rank                       | País                       | Pontos                     |
| -------------------------- | -------------------------- | -------------------------- |
| 1                          | Suécia                     | 376                        |
| 2                          | Dinamarca                  | 263                        |
| 3                          | Irlanda                    | 196                        |
| 4                          | Finlândia                  | 174                        |
| 5                          | Reino Unido                | 161                        |

| Noruega recebeu mais pontos de: | Noruega recebeu mais pontos de: | Noruega recebeu mais pontos de: |
| Rank                            | País                            | Pontos                          |
| ------------------------------- | ------------------------------- | ------------------------------- |
| 1                               | Suécia                          | 236                             |
| 2                               | Dinamarca                       | 214                             |
| 3                               | Irlanda                         | 193                             |
| 4                               | Islândia                        | 186                             |
| 5                               | Finlândia                       | 181                             |

## Prémios recebidos

### Prémios Marcel Bezençon
Prémio Imprensa
| Ano  | Canção      | Artista         | Resultado na final | Pontos | Anfitriã |
| ---- | ----------- | --------------- | ------------------ | ------ | -------- |
| 2009 | "Fairytale" | Alexander Rybak | 1º                 | 387    | Moscovo  |

Prémio Compositor
| Ano  | Canção              | Compositor(es) Letra (l) / Música (m) | Artista                   | Resultado na final | Pontos | Anfitriã |
| ---- | ------------------- | ------------------------------------- | ------------------------- | ------------------ | ------ | -------- |
| 2015 | "A Monster Like Me" | Kjetil Mørland (m & l)                | Mørland & Debrah Scarlett | 8º                 | 102    | Viena    |

### OGAE
| Ano  | Canção      | Artista(s)      | Classificação Final | Resultado Final |
| ---- | ----------- | --------------- | ------------------- | --------------- |
| 2015 | "Fairytale" | Alexander Rybak | 1º                  | 387             |